# Katedra w Dromore
Katedra w Dromore (ang. Dromore Cathedral, formalnie Kościół katedralny Chrystusa Odkupiciela w Dromore, ang. The Cathedral Church of Christ the Redeemer, Dromore) – jeden z dwóch kościołów katedralnych (drugim jest katedra św. Trójcy w Downpatrick) w diecezji Down i Dromore Kościoła Irlandii. Znajduje się w małym mieście Dromore, w hrabstwie Down, w Irlandii Północnej w kościelnej prowincji Armagh.
Obecna budowla została wzniesiona w czasie rządów biskupa Down i Connor, Jeremy'ego Taylora w 1661 roku jako wąski kościół o długości 100 stóp (30 metrów). W 1811 roku Thomas Percy (biskup Dromore) dodał krótką nawę boczną przy prawach narożnikach nawy głównej, tworząc plan pomieszczeń w kształcie litery "L". W 1870 roku zostało dodane półokrągłe prezbiterium i chór organowy. Ostatecznie, w 1899 roku została dobudowana dodatkowa nawa boczna równoległa do pierwotnej nawy bocznej uzyskując formalnie prostokątny plan pomieszczeń. Organy zostały zbudowane przez Conacher of Huddersfield w 1871 roku. W katedrze są pochowani wspomniani wyżej biskupi: Jeremy Taylor i Thomas Percy.